# Danh sách phim VTV phát sóng năm 2006
Đây là danh sách các bộ phim VTV phát sóng trong năm 2006.
←2005 - 2006 - 2007→

## Phim Tết Nguyên Đán
Những bộ phim này phát sóng trên kênh VTV1 trong dịp Tết Nguyên Đán Bính Tuất.
| Thời gian  | Tên                        | Số tập      | NSX | Đoàn làm phim | Bài hát chủ đề | Thể loại                      | Ghi chú                                 |
| ---------- | -------------------------- | ----------- | --- | --- | -------------- | ----------------------------- | --------------------------------------- |
| 28 tháng 1 | Cố hương                   | 1 (75 phút) | VFC | Đỗ Chí Hướng (đạo diễn); Lương Xuân Thủy (biên kịch); Đức Trung, Minh Nguyệt, Lê Thanh Bảo, Lê Thu Na, Kiều Minh Hiếu, Trine Glue Đoàn, Cát Trần Tùng, Huyền Thanh, Trần Thục Anh... |                | Gia đình, khía cạnh cuộc sống | Phát sóng 07:30 - 08:45 ngày 29 Tết     |
| 28 tháng 1 | Vị khách cuối năm          | 1 (75 phút) | VFC | Mai Hồng Phong (đạo diễn);Trần Hoài Văn (kịch bản);Phương Oanh,MInh Hà;Phạm Cường;Diệp Bích;Ngọc Lan;Ngọc Quỳnh                                                                      |                | Hài kịch,funny                | Phát sóng 17:00 - 18:15 ngày 29 Tết     |
| 29 tháng 1 | Mái nhà xuân               | 1 (80 phút) | VFC | Bùi Huy Thuần (đạo diễn); Đặng Huy Quyền (biên kịch); Văn Hiệp, Tiến Quang, Minh Vượng, Kim Xuyến, Hữu Nguyên, Anh Quân, Thu Nga, Bình Trọng, Thu Hiền, Hải Anh, Thành An...         |                | Hài kịch, nông thôn           | Phát sóng 21:05 - 22:25 ngày mùng 1 Tết |
| 31 tháng 1 | Tết này ai đánh trống đình | 1 (90 phút) | VFC | Nguyễn Thế Hồng (đạo diễn) |                | Nông thôn, hài kịch           | Phát sóng 21:30 - 23:00 ngày mùng 3 Tết |

## Phim Việt Nam trong khung giờ buổi tối VTV1
Bắt đầu từ năm 2006, buổi tối thứ Bảy đã bị loại bỏ khỏi khung phim truyện tối trên kênh VTV1 sau 10 tháng được thêm.
Những bộ phim này phát sóng 21:05 đến 21:55 các ngày từ thứ Hai đến thứ Sáu trên kênh VTV1.
Lưu ý: Những khoảng thời gian không được liệt kê là dành cho phim nước ngoài.
| Thời gian                | Tên | Số tập | NSX | Đoàn làm phim | Bài hát chủ đề | Thể loại | Ghi chú |
| ------------------------ | --- | --- | --- | --- | --- | --- | --- |
| 3 tháng 1 - 15 tháng 2   | Chuyện ở tỉnh lẻ | 25 | VFC | Đỗ Chí Hướng, Hoàng Lâm (đạo diễn); Phan Cao Toại, Hoàng Vân (biên kịch); Minh Hòa, Duy Thanh, Trung Anh, Hồ Tháp, Thương An, Phú Thăng, Thanh Tùng, Việt Thắng, Tiến Hợi, Minh Tuấn, Thu Hường, Phú Đôn, Duy Trinh, Quốc Tuấn, Nguyễn Kiều Anh, Ánh Tuyết, Quỳnh Tứ, Minh Hằng, Hồng Hạnh, Văn Mỹ, Khôi Nguyên, Ngọc Thư, Xuân Vịnh, Vũ Hải, Trần Đức, Bích Thủy, Đào Hùng, Ngọc Dung, Văn Thành, Xuân Đồng, Hoàng Huy, Sỹ Toàn, Kế Đoàn, Kim Xuyến, Huyền Thanh, Minh Phương... | Ca khúc chủ đề Chuyện ở tỉnh lẻ                                                                                        | Chính luận | |
| 16 tháng 2 - 23 tháng 3  | Phát lại phim Ngọn nến Hoàng cung với 2 tập/ngày trừ tập cuối. Bộ phim lên sóng lần đầu trên kênh HTV9 vào năm 2004.   | Phát lại phim Ngọn nến Hoàng cung với 2 tập/ngày trừ tập cuối. Bộ phim lên sóng lần đầu trên kênh HTV9 vào năm 2004.   | Phát lại phim Ngọn nến Hoàng cung với 2 tập/ngày trừ tập cuối. Bộ phim lên sóng lần đầu trên kênh HTV9 vào năm 2004.   | Phát lại phim Ngọn nến Hoàng cung với 2 tập/ngày trừ tập cuối. Bộ phim lên sóng lần đầu trên kênh HTV9 vào năm 2004. | Phát lại phim Ngọn nến Hoàng cung với 2 tập/ngày trừ tập cuối. Bộ phim lên sóng lần đầu trên kênh HTV9 vào năm 2004.   | Phát lại phim Ngọn nến Hoàng cung với 2 tập/ngày trừ tập cuối. Bộ phim lên sóng lần đầu trên kênh HTV9 vào năm 2004.   | Phát lại phim Ngọn nến Hoàng cung với 2 tập/ngày trừ tập cuối. Bộ phim lên sóng lần đầu trên kênh HTV9 vào năm 2004.   |
| 24 tháng 3 - 10 tháng 4  | Cảnh sát hình sự: Chuyên án chưa kết thúc                                                                              | 11 | VFC | Bùi Huy Thuần (đạo diễn); Trần Hoài Văn, Anh Vũ (biên kịch); Duy Thanh, Minh Hòa, Hồng Sơn, Thanh Tùng, Hồng Minh, Việt Thắng, Quốc Khánh, Vân Hà, Thanh Hoa, Quỳnh Tứ, Mai Hoa... | Những bàn chân lặng lẽ Trình bày: Thùy Dung                                                                            | Hình sự | Chuyển thể từ tiểu thuyết "Hồ sơ chưa kết thúc" của Phùng Thiên Tân                                                    |
| 11 - 21 tháng 4          | Phát lại phim Vùng ven một thời con gái. Bộ phim lên sóng lần đầu trên kênh BTV2 vào năm 2004.                         | Phát lại phim Vùng ven một thời con gái. Bộ phim lên sóng lần đầu trên kênh BTV2 vào năm 2004.                         | Phát lại phim Vùng ven một thời con gái. Bộ phim lên sóng lần đầu trên kênh BTV2 vào năm 2004.                         | Phát lại phim Vùng ven một thời con gái. Bộ phim lên sóng lần đầu trên kênh BTV2 vào năm 2004. | Phát lại phim Vùng ven một thời con gái. Bộ phim lên sóng lần đầu trên kênh BTV2 vào năm 2004.                         | Phát lại phim Vùng ven một thời con gái. Bộ phim lên sóng lần đầu trên kênh BTV2 vào năm 2004.                         | Phát lại phim Vùng ven một thời con gái. Bộ phim lên sóng lần đầu trên kênh BTV2 vào năm 2004.                         |
| 24 tháng 4 - 3 tháng 5   | Phát lại phim Làng cát. Bộ phim lên sóng lần đầu trên kênh BTV (Đài Phát thanh - Truyền hình Bình Thuận) vào năm 2005. | Phát lại phim Làng cát. Bộ phim lên sóng lần đầu trên kênh BTV (Đài Phát thanh - Truyền hình Bình Thuận) vào năm 2005. | Phát lại phim Làng cát. Bộ phim lên sóng lần đầu trên kênh BTV (Đài Phát thanh - Truyền hình Bình Thuận) vào năm 2005. | Phát lại phim Làng cát. Bộ phim lên sóng lần đầu trên kênh BTV (Đài Phát thanh - Truyền hình Bình Thuận) vào năm 2005. | Phát lại phim Làng cát. Bộ phim lên sóng lần đầu trên kênh BTV (Đài Phát thanh - Truyền hình Bình Thuận) vào năm 2005. | Phát lại phim Làng cát. Bộ phim lên sóng lần đầu trên kênh BTV (Đài Phát thanh - Truyền hình Bình Thuận) vào năm 2005. | Phát lại phim Làng cát. Bộ phim lên sóng lần đầu trên kênh BTV (Đài Phát thanh - Truyền hình Bình Thuận) vào năm 2005. |
| 4 - 22 tháng 5           | Cảnh sát hình sự: Lời sám hối muộn màng                                                                                | 11 | VFC | Vũ Minh Trí (đạo diễn); Trần Hoài Văn (kịch bản); Trung Hiếu, Công Lý, Vũ Phan Anh, Văn Bích, Mỹ Duyên, Đàm Hằng, Kiều Minh Hiếu, Thanh Hiền, Hữu Độ, Hồng Quang, Minh Đức, Xuân Bình, Văn Anh, Tuấn Quang, Tạ Minh Thảo, Thu Quế, Anh Tuấn, Quốc Quân... | Những bàn chân lặng lẽ Trình bày: Thùy Dung                                                                            | Hình sự | Chuyển thể từ tiểu thuyết "Hồ sơ một tử tù" của Nguyễn Đình Tú                                                         |
| 23 tháng 5 - 13 tháng 6  | Phát lại phim Lục Vân Tiên. Bộ phim lên sóng lần đầu trên kênh HTV7 vào năm 2004.                                      | Phát lại phim Lục Vân Tiên. Bộ phim lên sóng lần đầu trên kênh HTV7 vào năm 2004.                                      | Phát lại phim Lục Vân Tiên. Bộ phim lên sóng lần đầu trên kênh HTV7 vào năm 2004.                                      | Phát lại phim Lục Vân Tiên. Bộ phim lên sóng lần đầu trên kênh HTV7 vào năm 2004. | Phát lại phim Lục Vân Tiên. Bộ phim lên sóng lần đầu trên kênh HTV7 vào năm 2004.                                      | Phát lại phim Lục Vân Tiên. Bộ phim lên sóng lần đầu trên kênh HTV7 vào năm 2004.                                      | Phát lại phim Lục Vân Tiên. Bộ phim lên sóng lần đầu trên kênh HTV7 vào năm 2004.                                      |
| 14 tháng 6 - 7 tháng 7   | Miền quê thức tỉnh | 18 | VFC | Trọng Trinh, Hoàng Nhung (đạo diễn); Đậu Nữ Vệ (biên kịch); Lê Vi, Quốc Trị, Hồng Sơn, Trọng Trinh, Thanh Hiền, Vân Anh, Đức Tùng, Hương Giang, Nguyễn Chung, Minh Nguyệt, Thương An, Phạm Tiến Lộc, Thanh Tùng, Tuấn Minh, Xuân Dương, Tạ Thu, Duy Đông, Ngọc Thư, Thùy Liên, Tạ Am, Xuân Đổng, Hải Anh, Trần Dũng, Hồng Hạnh, Khôi Nguyên, Ngọc Tuấn, Hoàng Huy, Hoàng Hải, Trà My, Trần Đại Mý, Mạnh Linh, Thanh Giang...                                                      | Ca khúc chủ đề Miền quê thức tỉnh Sáng tác: Lê Vinh                                                                    | Nông thôn | |
| 10 tháng 7 - 17 tháng 8  | Phát lại phim Dốc tình với 2 tập/ngày trừ 2 tập cuối. Bộ phim lên sóng lần đầu trên kênh HTV9 vào năm 2005.            | Phát lại phim Dốc tình với 2 tập/ngày trừ 2 tập cuối. Bộ phim lên sóng lần đầu trên kênh HTV9 vào năm 2005.            | Phát lại phim Dốc tình với 2 tập/ngày trừ 2 tập cuối. Bộ phim lên sóng lần đầu trên kênh HTV9 vào năm 2005.            | Phát lại phim Dốc tình với 2 tập/ngày trừ 2 tập cuối. Bộ phim lên sóng lần đầu trên kênh HTV9 vào năm 2005. | Phát lại phim Dốc tình với 2 tập/ngày trừ 2 tập cuối. Bộ phim lên sóng lần đầu trên kênh HTV9 vào năm 2005.            | Phát lại phim Dốc tình với 2 tập/ngày trừ 2 tập cuối. Bộ phim lên sóng lần đầu trên kênh HTV9 vào năm 2005.            | Phát lại phim Dốc tình với 2 tập/ngày trừ 2 tập cuối. Bộ phim lên sóng lần đầu trên kênh HTV9 vào năm 2005.            |
| 18 tháng 9 - 24 tháng 10 | Cảnh sát hình sự: Chạy án (phần 1)                                                                                     | 22 | VFC | Vũ Hồng Sơn (đạo diễn); Nguyễn Như Phong (biên kịch); Việt Anh, Phan Hòa, Dũng Nhi, Hương Dung, Văn Báu, Trần Đức, Tuấn Minh, Kiều Anh, Nguyễn Hải, Văn Thành, Tiến Đạt, Kim Dung, Quỳnh Tứ, Khôi Nguyên, Anh Thái, Hữu Độ, Thu Hương, Hồng Đức, Nguyễn Hậu, Mạnh Xuyên, Mạnh Hà, Thế Bình, Nguyễn Tu, Xuân Hảo... | Những bàn chân lặng lẽ Trình bày: Thùy Dung                                                                            | Hình sự | Chuyển thể từ tiểu thuyết "Chạy án" của Nguyễn Như Phong                                                               |